# Sinosuthora
Sinosuthora là một chi chim dạng sẻ trong họ Paradoxornithidae hoặc trong phân họ Paradoxornithinae của họ Sylviidae.

## Các loài
Nó chứa các loài sau:
- Khướu mỏ dẹt mắt kính, Sinosuthora conspicillata (David, 1871)
- Khướu mỏ dẹt mũ xám, Sinosuthora zappeyi (Thayer & Bangs, 1912)
- Khướu mỏ dẹt bé, Sinosuthora webbiana (Gould, 1852)[2]
- Khướu mỏ dẹt họng xám, Sinosuthora alphonsiana (J. Verreaux, 1870)[2]
- Khướu mỏ dẹt Vân Nam, Sinosuthora ricketti (Rothschild, 1922). Tách ra từ S. brunnea.
- Khướu mỏ dẹt cánh nâu, Sinosuthora brunnea (Anderson, 1871)
- Khướu mỏ dẹt Przevalski, Sinosuthora przewalskii (Berezowski & Bianchi, 1891)